# 압둘 라힘 하티프
압둘 라힘 하티프(다리어·파슈토어: عبدالرحیم هاتف, 1925년 7월 7일 ~ 2013년 8월 19일)는 아프가니스탄의 정치인으로 아프가니스탄 민주공화국의 부통령과 제7대 대통령을 지냈다.
1992년 4월 16일 아프가니스탄 내전 중 카불이 함락되어 전 대통령 무하마드 나지불라가 사임하자 2주 동안 대통령을 맡다가 4월 28일 시브가툴라 모자데디에게 직임을 넘겼다.
| 전임 무하마드 나지불라 | 아프가니스탄의 대통령 권한대행 1992년 4월 16일 ~ 1992년 4월 28일 | 후임 시브가툴라 모자데디 |